# UTC−12:00
UTC-12 est un fuseau horaire, en retard de 12 heures sur UTC.
Il s'agit du fuseau horaire le plus loin à l'ouest, de sorte que c'est l'endroit où chaque date du calendrier civil se termine légalement.

## Zones concernées

### Toute l'année
UTC-12 est utilisé toute l'année dans les pays et territoires suivants :
- États-Unis :
  - Île Baker[réf. nécessaire] ;
  - Île Howland[réf. nécessaire].

Les îles Baker et Howland sont des îlots inhabités de l'océan Pacifique faisant partie des îles mineures éloignées des États-Unis. UTC-12 y est utilisé par les équipes scientifiques ou militaires qui peuvent y résider temporairement[réf. nécessaire]. Elles totalisent à peine 4 km2 à elles deux, ce qui fait d'UTC-12 le fuseau horaire utilisé par la plus petite portion des terres émergées.

### Heure d'hiver (hémisphère nord)
Aucune zone n'utilise UTC-12 pendant l'heure d'hiver (dans l'hémisphère nord) et UTC-11 à l'heure d'été.

### Heure d'hiver (hémisphère sud)
Aucune zone n'utilise UTC-12 pendant l'heure d'hiver (dans l'hémisphère sud) et UTC-11 à l'heure d'été.

### Heure d'été (hémisphère nord)
Aucune zone n'utilise UTC-12 pendant l'heure d'été (dans l'hémisphère nord) et UTC-13 à l'heure d'hiver.

### Heure d'été (hémisphère sud)
Aucune zone n'utilise UTC-12 pendant l'heure d'été (dans l'hémisphère sud) et UTC-13 à l'heure d'hiver.

## Géographie
UTC-12 correspond à la zone où la longitude est comprise entre 172,5° W et 180°, et l'heure utilisée correspondait à l'heure solaire moyenne du 180e méridien. UTC-12 est le fuseau horaire le plus occidental, le dernier du globe à débuter un nouveau jour civil, 26 heures après UTC+14.
L'heure solaire moyenne des îles Barker et Howland est d'environ UTC-11:46 : le fuseau horaire qui les contient en est donc une bonne approximation.
D'autres endroits pourraient utiliser ce fuseau horaire compte tenu de leur position géographique, mais possèdent une heure civile différente : l'extrémité orientale de la Sibérie, Tuvalu[réf. nécessaire], Wallis-et-Futuna, les Fidji, les îles Kermadec et Chatham utilisent UTC+12, les îles Aléoutiennes et Hawaii UTC-10, les îles Midway UTC-11, les îles Phœnix et les Tonga UTC+13.

## Historique
Les bases militaires des États-Unis situées sur les atolls de Kwajalein, Enewetak (ou Eniwetok) et Bikini des îles Marshall étaient dans le passé à UTC−12, pour avoir le même jour civil que leur centre de contrôle sur le continent américain. Kwajalein avança de 24 heures vers le fuseau UTC+12 en sautant le 21 août 1993. Enewetak et Bikini avancèrent probablement avant, lorsque les États-Unis quittèrent les bases[réf. nécessaire].